# ISTA Pharmaceuticals
ISTA Pharmaceuticals, Inc a fost o companie farmaceutică cu sediul în SUA, specializată în produse farmaceutice oftalmologice și care descoperă, dezvoltă și comercializează terapii pentru inflamații, dureri oculare, glaucom, alergii și ochi uscat. ISTA a fost achiziționată de Bausch & Lomb, o companie de îngrijire a ochilor, la 26 martie 2012. În cadrul tranzacției, Bausch & Lomb au fost de acord să plătească 9,10 dolari pe acțiune pentru ISTA, ceea ce aduce valoarea totală a achiziției la 500 de milioane de dolari.
În 2012, Valeant Pharmaceuticals și-a retras oferta de 360 de milioane de dolari.

## Produse
- Bromday (soluție oftalmică de bromfenac) 0,09% pentru tratamentul inflamației postoperatorii și reducerea durerii oculare la pacienții care au suferit o extracție de cataractă[5]
- Bepreve (soluție oftalmică de besilat de bepotastină) 1,5% pentru tratamentul pruritului asociat cu semne și simptome de conjunctivită alergică[6]
- Xibrom (soluție oftalmică de bromfenac) 0,09% pentru tratamentul inflamației și durerii în urma operației de cataractă (nu se mai fabrică din februarie 2011)[7]
- Istalol (soluție oftalmică de maleat de timolol) 0,5% pentru tratamentul presiunii intraoculare crescute la pacienții cu hipertensiune oculară sau glaucom cu unghi deschis[8]
- Vitrase (hialuronidază injectabilă) Ovine, 200 unități USP/mL pentru utilizare ca adjuvant pentru a crește absorbția și dispersia altor medicamente injectate; pentru hipodermocliză; și ca adjuvant în urografia subcutanată pentru îmbunătățirea resorbției agenților radioopacifianți[9]

## Litigii
La 24 mai 2013, ISTA Pharmaceuticals a pledat vinovat la o acuzație federală de conspirație pentru introducerea unui medicament cu marcă falsă în comerțul interstatal și conspirație pentru plata unei remunerații ilegale, încălcând Statutul federal anti-contrafacere. ISTA a fost de acord să plătească 33,5 milioane de dolari pentru a soluționa răspunderea penală și civilă rezultată din comercializarea, distribuția și vânzarea medicamentului său Xibrom.